# رباعي يوديد ثنائي الزرنيخ
رباعي يوديد ثنائي الزرنيخ هو مركب كيميائي صيغته As2I4، ويوجد على شكل صلب بلوري أحمر اللون.
اكتشف المركب أواخر القرن التاسع عشر، وقد جرى التنبؤ الصحيح بصيغته المجملة.

## التحضير
يحضر المركب من التفاعل المياشر للعنصرين المكونين للمركب اليود والزرنيخ.

## الخواص
يوجد المركب في الشروط القياسية على شكل صلب بلوري أحمر اللون؛ وهو مركب شبه مستقر.
يتفكك المركب عند التماس مع الماء، كما يتفكك بالتسخين إلى الزرنيخ ويوديد الزرنيخ الثلاثي:
{\displaystyle \mathrm {As_{2}I_{4}\longrightarrow As+AsI_{3}} }